# Nordjyske Holding
NORDJYSKE Holding er et dansk holdingselskab med hovedsæde i Aalborg. Koncernen beskæftiger i alt ca. 750 medarbejdere og ejer 100% af NORDJYSKE Medier A/S som er moderselskab for samtlige driftsaktivtieter i koncernen. Per Lyngby er administrerende direktør for koncernen der har rødder tilbage fra udgivelsen af den første avis den 2. januar 1767. 

## Ejerforhold
NORDJYSKE Holding er en fondsejet virksomhed, hvor Aalborg Stiftstidendes Fond er den dominerende ejer med en ejerandel på 91 %, via Aalborg Stiftstidende A/S. Aalborg Stiftstidendes Fond blev oprettet i 1967 på 200 års dagen for udsendelsen af den første avis: "Nyttige og Fornøjelige Efterretninger"
Desuden ejer Vendsyssel Tidende A/S og Aalborg Medieselskab af 2002 ApS hver især 4,5%. Aalborg Stiftstidende A/S ejer desuden 50% af Vendsysseltidende A/S, hvilket betyder at Aalborg Stiftstidende A/S reelle ejerandel er 93,25%.

## Koncernens aktiviteter
Selskabets aktivitet består udelukkende i aktivt ejerskab af NORDJYSKE Medier A/S. Det aktive ejerskab udøves indenfor det til enhver tid gældende ledelsesmandat, der er defineret for NORDJYSKE Holding A/S. Koncernens aktiviteter er opdelt i Nordjyske medieaktiviteter, nationale B2C-aktiviteter, skandinaviske B2B-aktiviteter samt andre aktiviteter. Aktiviteterne drives dels gennem moderselskabet NORDJYSKE Medier A/S og dels gennem datterselskaber.